# Elin Anna Labba
Márge Elin Anna Labba, född 30 november 1980 i Jukkasjärvi församling, Norrbottens län, är en samisk journalist och författare från svenska delen av Sápmi. 

## Biografi
Elin Anna Labba har skrivit i Samefolket, varit chefredaktör för Nuorat och arbetat på organisationen Laponiatjuottjudus, som förvaltar världsarvet Laponia. Hon har varit ledare förTjállegoahte – Författarcentrum Sápmi i Jokkmokk.
Hon debuterade som författare 2020 med Herrarna satte oss hit: om tvångsförflyttningarna i Sverige, en skildring av tvångsförflyttningen av samer som påbörjades 1919–1920 efter att Sverige och Norge undertecknat en renbeteskonvention 1919. Boken har sitt ursprung i hennes önskan att förstå sin egen familjehistoria. Boken dramatiserades och sattes upp på Uppsala stadsteater 2024 i regi av Malin Stenberg och med manus av Stina Oscarson.
Hon romandebuterade 2024 med Far inte till havet, en berättelse om tre kvinnor under 1900-talets vattenkraftsepok i Sápmi. Hon har blivit utsedd till filosofie hedersdoktor vid Luleå tekniska universitet.